# Halte de Rennes-Pontchaillou
Halte de Rennes-Pontchaillou – przystanek kolejowy w Rennes, w departamencie Ille-et-Vilaine, w regionie Bretania, we Francji. Jest zarządzany przez SNCF (budynek dworca) i przez RFF (infrastruktura). 
Przystanek jest obsługiwany przez pociągi TER Bretagne. 

## Położenie
Znajduje się na linii Rennes – Saint-Malo, w km 377,295, na wysokości 38 m n.p.m., pomiędzy stacjami Rennes i Betton.

## Linie kolejowe
- Rennes – Saint-Malo